# Žalm 93
Žalm 93 („Hospodin kraluje! Oděl se důstojností“, v Septuagintě dle řeckého číslování žalm 92) je biblický žalm. Podle židovské tradice tento žalm patří k sérii 11 žalmů, jež sepsal Mojžíš. Rabín Aryeh Kaplan se na základě midraše domnívá, že tyto žalmy, tzn. žalm 90–100, byly určeny k použití jako prostředek k dosažení proroctví.

## Charakteristika
Jedná se o hymnus oslavující Hospodinovo kralování, který odráží neochvějnou víru judaismu v to, že vývoj světa nakonec dospěje do doby, jež bude „celá šabatem“ a kdy bude Hospodin uznán celým lidstvem za nejvyššího vládce.

## Užití v liturgii
V židovské liturgii je žalm podle siduru součástí jak páteční ranní modlitby v části zvané Šir šel jom („Píseň pro tento den“), tak ranní modlitby o Šabatu a svátcích, a to v části zvané Psukej de-zimra („Verše písní“).